# Söndrum

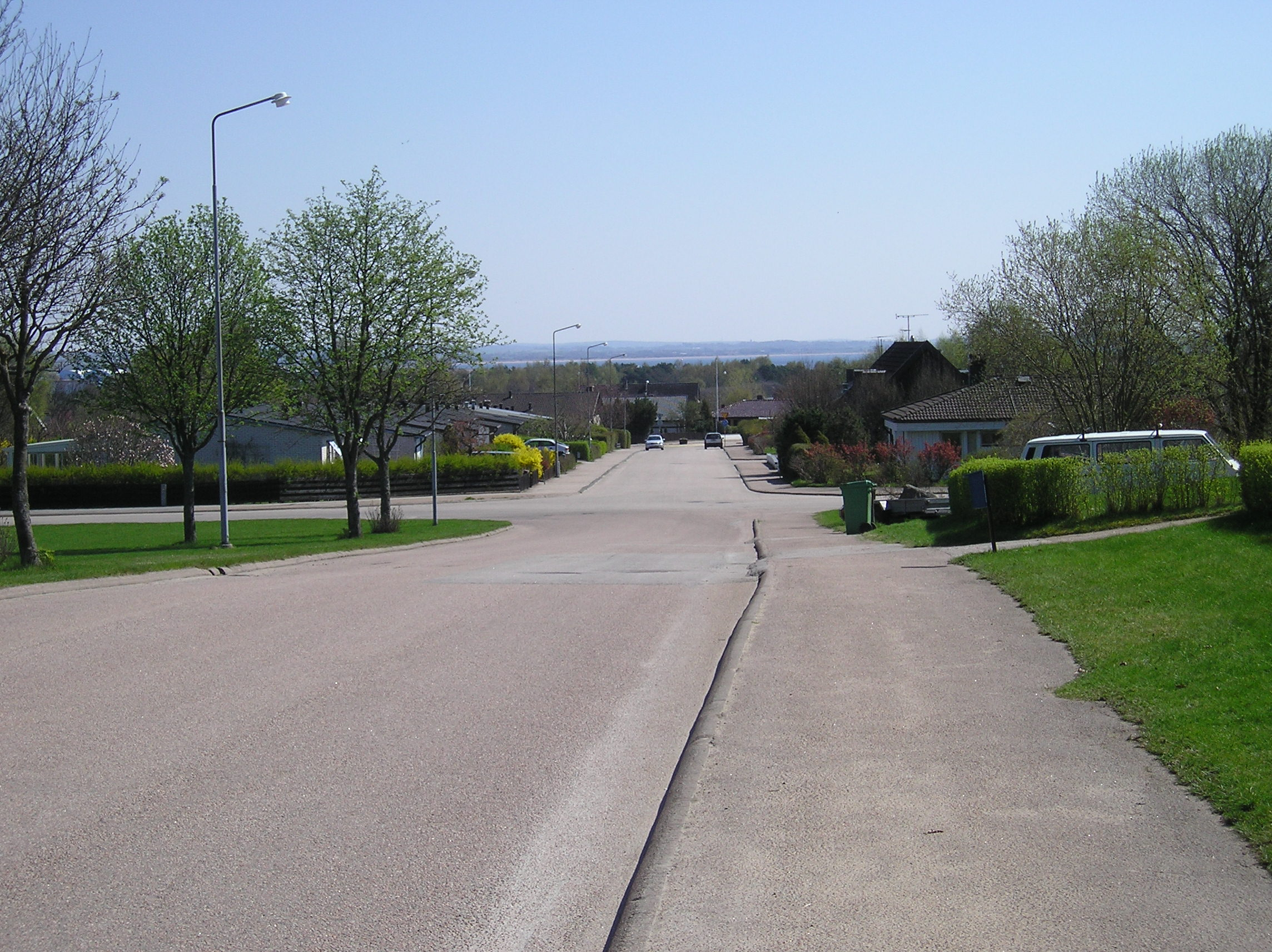
Dalabergsvägen i Söndrum.

Söndrum är en del av Halmstad, belägen några kilometer väster om Halmstads centrum, där den centrala delen utgör kyrkbyn i Söndrums socken. I området ingår även Tylösand, Frösakull, Ringenäs, Stenhuggeriet, Tjuvahålan,  Sandhamn och Görvik och Bäckagård.
Stadsdelen har flera små köpcentra, men det externa köpcentret Flygstaden har tagit över det mesta av handeln. I stadsdelen finns grundskola F-9, apotek, ICA Supermarket, tandläkare, flera vårdcentraler och äldreboenden. Här finns Söndrums industriområde, Albany Nordiskafilt och Halmstads flygplats.
Under 1900-talets början verkade många av konstnärerna i Halmstadgruppen i Söndrum.  Grötviks hamn, det gamla stenbrottet som var kolmagasin under andra världskriget, och Sandhamn är populära utflyktsmål. 
Söndrums bibliotek byggdes 1973 och byggt av rött tegel och glas. På utsidan finns ett konstverk av Hardy Strid.
I området finns flera golfbanor bland annat HGK Tylösand.
Söndrums kyrka  är en av Hallands äldsta kyrkor och delar anses vara från 1200-talet.. I Söndrums närhet finns även naturreservaten Eketånga, Möllegård och Tylön.
På Söndrums IP spelar fotbollslaget BK Astrio.

## Söndrums Folkets hus
Söndrum har ett Folkets hus, där föreningen har varit aktiv sedan 1997.